# Younes Sarmasti
Younes Sarmasti (en persa: یونس سرمستی‎; Azerbaiyán Oriental, 4 de abril de 1994), es un luchador iraní de lucha libre. Ganó un medalla de bronce en Campeonato Asiático de 2015. Primero en la Copa del Mundo en 2015. Campeón Mundial de Juniores del año 2013.